# 목포오포대
목포오포대(木浦旿砲臺)는 대한민국 전라남도 목포시 만호동 달산 입구의 이충무공 동상 남서쪽에 있다. 1987년 1월 15일 전라남도의 문화재자료 제138호로 지정되었다.

## 개요
오포대는 목포시 유달산 입구의 이충무공 동상 남서쪽에 있다. 예전에 오포는 포탄 없이 화약만 넣고 포를 쏘아, 시민들에게 정오가 되었음을 알려주는 기능을 하였다.
처음의 포는 조선식 선입포로 현종 10년(1669)에 제작되었는데, 경기도 광주에서 가져온 것이라고 한다. 1913년 일본식 대포를 구입하여 새로 배치하였으며, 그전의 대포는 송도신사에 보관하던 중 일제시대 후기에 오포대의 대포와 함께 일본정부가 가져갔다고 한다.
당시의 오포대는 현재의 유달산공원의 전망대로 사용되고 있으며, 오포는 주변에 모형을 만들어 전시하고 있다.

## 참고 문헌
- 목포오포대 - 국가유산청 국가유산포털